# 全日本空輸の運航機材
この記事では、全日本空輸（ANA）の運航機材について述べる。

## 保有機材
全日本空輸（ANA）の保有機材は以下の航空機で構成されている。なお、登録名義は持株会社ANAホールディングスとしてのものとなっている。
| 機材                      | 運用数            | 運用数            | 発注数            | 座席数            | 座席数            | 座席数            | 座席数            | 座席数            | エンジン          | 内際運用          | 備考                                                                 |
| 機材                      | 運用数            | 運用数            | 発注数            | F                 | C                 | PY                | Y                 | 合計              | エンジン          | 内際運用          | 備考                                                                 |
| 全日本空輸（ANA）         | 全日本空輸（ANA） | 全日本空輸（ANA） | 全日本空輸（ANA） | 全日本空輸（ANA） | 全日本空輸（ANA） | 全日本空輸（ANA） | 全日本空輸（ANA） | 全日本空輸（ANA） | 全日本空輸（ANA） | 全日本空輸（ANA） | 全日本空輸（ANA）                                                    |
| ------------------------- | ----------------- | ----------------- | ----------------- | ----------------- | ----------------- | ----------------- | ----------------- | ----------------- | ----------------- | ----------------- | -------------------------------------------------------------------- |
| エアバスA320neo           | 11                | 11                | -                 | -                 | 8                 | -                 | 138               | 146               | PW PW1100G-JM     | 内際兼用          | 全機自社保有                                                         |
| エアバスA321-200          | 4                 | 4                 | -                 | -                 | -                 | 8                 | 186               | 194               | CFM CFM56-5B3     | 国内              | 全機リース機                                                         |
| エアバスA321neo           | 22                | 22                | 14                | -                 | -                 | 8                 | 186               | 194               | PW PW1100G-JM     | 国内              | 全機リース機 追加発注分は2028年から受領予定                          |
| エアバスA380-800          | 3                 | 3                 | -                 | 8                 | 56                | 73                | 383               | 520               | RR Trent 970      | 国際              | 全機「FLYING HONU」ウミガメ特別塗装機 東京/成田 - ホノルル線専用機材 |
| ボーイング737-800         | 39                | 39                | -                 | -                 | -                 | 8                 | 158               | 166               | CFM CFM56-7B24    | 国内              | ANAウイングスによる運航 737 MAXに置き換え予定                        |
| ボーイング737-8           | -                 | -                 | 42                | 未定              | 未定              | 未定              | 未定              | 未定              | CFM LEAP-1B       | 国内              | 4機のオプション付き 2025年5月より受領予定                            |
| ボーイング767-300ER       | 15                | 9                 | -                 | -                 | -                 | 10                | 260               | 270               | GE CF6-80C2       | 国内              | A321neo、787に置換予定                                               |
| ボーイング767-300ER       | 15                | 6                 | -                 | -                 | 35                | -                 | 167               | 202               | GE CF6-80C2       | 内際兼用          | 全機ウィングレット装備                                               |
| ボーイング777-200         | 2                 | 2                 | -                 | -                 | -                 | 21                | 384               | 405               | PW PW4074         | 国内              | 787に置換予定                                                        |
| ボーイング777-200ER       | 8                 | 8                 | -                 | -                 | -                 | 28                | 364               | 392               | PW PW4090         | 国内              |                                                                      |
| ボーイング777-300         | 5                 | 5                 | -                 | -                 | -                 | 21                | 493               | 514               | PW PW4090         | 国内              | 787に置換予定                                                        |
| ボーイング777-300ER       | 13                | 3                 | -                 | 8                 | 68                | 24                | 112               | 212               | GE GE90-115B      | 国際              |                                                                      |
| ボーイング777-300ER       | 13                | 10                | -                 | 8                 | 64                | 24                | 116               | 212               | GE GE90-115B      | 国際              |                                                                      |
| ボーイング777-9           | -                 | -                 | 18                | 未定              | 未定              | 未定              | 未定              | 未定              | GE GE9X-105B1A    | 国際              | 2026年度より受領予定                                                 |
| ボーイング787-8           | 34                | 11                | -                 | -                 | -                 | 12                | 323               | 335               | RR Trent 1000     | 国内              | エアージャパン共通事業機                                             |
| ボーイング787-8           | 34                | 14                | -                 | -                 | 42                | -                 | 198               | 240               | RR Trent 1000     | 内際兼用          | エアージャパン共通事業機                                             |
| ボーイング787-8           | 34                | 9                 | -                 | -                 | 32                | 14                | 138               | 184               | RR Trent 1000     | 国際              | エアージャパン共通事業機                                             |
| ボーイング787-9           | 44                | 3                 | 1                 | -                 | -                 | 28                | 347               | 375               | GE GEnx-1B        | 国内              |                                                                      |
| ボーイング787-9           | 44                | -                 | 23                | 未定              | 未定              | 未定              | 未定              | 未定              | GE GEnx-1B        | 国際              | 2028～2031年度受領予定                                               |
| ボーイング787-9           | 44                | 2                 | -                 | -                 | -                 | 18                | 377               | 395               | RR Trent 1000     | 国内              |                                                                      |
| ボーイング787-9           | 44                | 23                | -                 | -                 | 40                | 14                | 192               | 246               | RR Trent 1000     | 国際              | エアージャパン共通事業機                                             |
| ボーイング787-9           | 44                | 16                | -                 | -                 | 48                | 21                | 146               | 215               | RR Trent 1000     | 国際              | エアージャパン共通事業機 2027年度より206席仕様に改修予定             |
| ボーイング787-9           | 44                | -                 | 3                 | -                 | 48                | 21                | 137               | 206               | RR Trent 1000     | 国際              | 2026年度より新造機受領予定                                           |
| ボーイング787-10          | 8                 | 5                 | 6                 | -                 | -                 | 28                | 401               | 429               | GE GEnx-1B        | 国内              |                                                                      |
| ボーイング787-10          | 8                 | 3                 | -                 | -                 | 38                | 21                | 235               | 294               | RR Trent 1000     | 国際              | エアージャパン共通事業機                                             |
| ボンバルディア DHC-8-Q400 | 24                | 24                | 7                 | -                 | -                 | -                 | 74                | 74                | PWC PW150A        | 国内              | 認定中古機を2025年度以降に7機導入予定 ANAウイングスによる運航        |
| エンブラエル E190-E2      | -                 | -                 | 20                | 未定              | 未定              | 未定              | 未定              | 未定              | PW PW1900G        | 国内              | 5機のオプション付き 2028～2032年度受領予定                           |
| ANA Cargo                 |                   |                   |                   |                   |                   |                   |                   |                   |                   |                   |                                                                      |
| ボーイング767-300F        | 4                 | 4                 | -                 | 貨物              | 貨物              | 貨物              | 貨物              | 貨物              | GE CF6-80C2       | 貨物              |                                                                      |
| ボーイング767-300ER(BCF)  | 2                 | 2                 | -                 | 貨物              | 貨物              | 貨物              | 貨物              | 貨物              | GE CF6-80C2       | 貨物              | 旅客型を改修                                                         |
| ボーイング777F            | 2                 | 2                 | -                 | 貨物              | 貨物              | 貨物              | 貨物              | 貨物              | GE GE90-110B      | 貨物              |                                                                      |
| ボーイング777-8F          | -                 | -                 | 2                 | 貨物              | 貨物              | 貨物              | 貨物              | 貨物              | GE GE9X-105       | 貨物              | 2028年度より受領予定                                                 |
| 合計                      | 240               | 240               | 148               |                   |                   |                   |                   |                   |                   |                   |                                                                      |

ボーイング787型機の開発以降は使用されなくなったものの、それ以前の保有機材においては発注したボーイング製機材に顧客番号（カスタマーコード）が割り振られており、全日本空輸（ANA）が発注した機材の番号は81、エアーニッポン（ANK）が発注した機材の番号は4Kであった。詳細はボーイング・カスタマーコード一覧を参照。
2024年現在、全日本空輸の主力機として活躍している機材はボーイング787である。787-8・787-9・787-10の全種を保有している会社の一つであり、このうち787-8においてはローンチカスタマーとなった。
また、ボーイング777-300ERに代わる国際線のフラッグシップ機としてボーイング777-9を発注。B777Xも含め、特に2010年代以降は機材納入の遅れやエンジントラブルなどに多々遭遇しており、JALと比較すると機材更新計画ではかなりの苦戦を強いられている。
2020年には新型コロナウイルス感染症のパンデミックを受け、大幅な経営改革の一環として35機の退役を進めた。
2021年2月、米国ユナイテッド航空機で発生したエンジントラブル事故を受けて、日本の国土交通省が同一仕様のプラット・アンド・ホイットニー（PW）製エンジンを搭載したボーイング777の運航停止を指示した。全日本空輸では計19機（777-200/200ER/300）が運航停止に巻き込まれたものの、2022年より順次運航再開となり、2024年3月現在でもPWエンジン装着機であるボーイング777が15機稼働している。
ボーイング777は一般的には「トリプルセブン（Triple Seven）」と呼ばれることもあるが、この呼称は日本ではANA（旧・全日本空輸→ANAホールディングス）の登録商標（第4080555号、航空機による輸送）となっている。

### ギャラリー
- エアバスA320neo
- エアバスA321-200
- エアバスA321neo
- エアバスA380-800（FLYING HONU 1号機）
- ボーイング737-800
- ボーイング767-300ER
- ボーイング767-300F
- ボーイング767-300ER(BCF)
- ボーイング777-200
- ボーイング777-200ER
- ボーイング777-300
- ボーイング777-300ER
- ボーイング777F
- ボーイング787-8
- ボーイング787-9
- ボーイング787-10
- ボンバルディア DHC-8-400

## グループ会社運用機材
本項ではANA公式サイトにおいて座席の案内がされているANAウイングスの保有機に限定して機材詳細を記す。同グループに所属するPeach Aviation及びAirJapanの保有機材に関しては各項目を参照のこと。
以下、全機が国内線仕様である。機材詳細に関しては、各航空会社のページを参照。
| 機材                      | 運用機数             | 発注機数             | 座席数               | 座席数               | 座席数               | 備考                                                                            |  |
| 機材                      | 運用機数             | 発注機数             | P                    | Y                    | 合計                 | 備考                                                                            |  |
| ANAウイングス（AKX）      | ANAウイングス（AKX） | ANAウイングス（AKX） | ANAウイングス（AKX） | ANAウイングス（AKX） | ANAウイングス（AKX） | ANAウイングス（AKX）                                                            |  |
| ------------------------- | -------------------- | -------------------- | -------------------- | -------------------- | -------------------- | ------------------------------------------------------------------------------- |  |
| ボーイング737-800         | 39                   | -                    | 8                    | 158                  | 166                  | 2024年10月1日よりANAウイングスに運航一元化                                      |  |
| ボンバルディア DHC-8-Q400 | 24                   | 7                    | -                    | 74                   | 74                   | 2025年度以降に中古機を計7機導入予定 3機はオリエンタルエアブリッジとの共同事業機 |  |
|                           | 63                   | 7                    |                      |                      |                      |                                                                                 |  |

## 導入予定機材
- エアバスA320neoシリーズ
  - ANA HD発注、グループ内運用予定。当初、A320neoが18機2019年契約、うち2機エアバスA321LRへ2020年変更、2022年A320neo15機とA321neo3機へ再度内訳変更[17]。A320neoは22年から､A321neoは25年から導入予定[18]。
- ボーイング737 MAX 8（ボーイング737-8）型機
  - 既存のボーイング737-800の後継機。一部ANAウィングス運用見込み。
- エンブラエル E190-E2
  - 2028年度から導入開始を予定[19]。2025年2月25日に導入発表。
- ボーイング787-9/10型機
  - 2020年2月25日、従来のロールスロイスエンジンと違うメーカーのゼネラルエレクトリックエンジンを採用。
10型機を国内線ボーイング777型機の後継機として11機（確定11機）、9型機を国際線の中長期における成長原資として9機（確定4機、オプション5機）の追加発注[20]。
- ボーイング777-9型機[21]
  - 次期大型主力機材として選定された次世代型ボーイング777。
- ボーイング777-8F型機
  - 20機発注したボーイング777-9のうち2機を貨物型（777-8F）に変更し発注[22][23]。

## 導入を断念した機材
- エアバスA340-300　1990年に長距離国際線用機材として確定5機・オプション5機を発注したものの[24]、キャンセルとなり、生産終了まで、結局日本の航空会社による導入はなかった。
- ボーイング747-8　ANAの次期大型機選択でボーイング747-8とエアバスA380が選ばれ、エアバスA380が選ばれた。
- Mitsubishi SpaceJet M90（旧名MRJ90）　三菱航空機製で国産初のジェット旅客機。事実上凍結され、撤退が発表された[25]。

- Mitsubishi SpaceJet ANAデモ塗装（旧MRJ）

## 退役機材

### 一覧
- アエロスパシアル AS350B
- エアバスA321-131型機[26]
  - 2008年2月29日退役。2020年の東京オリンピックを見据えて2014年に次世代型A321neoを、2015年にはシャークレット装着の在来型A321ceoを発注済である。
- エアバスA320-214型機
- エアバスA320-211型機
- エアバスA320-214（SL）型機
  - 傘下LCCバニラエアからの移籍機材[27]。
- オースター J5G オートカー（英語版）
- コンベア440
- シコルスキー S-61N
- シュド SE3130 アルウェットII
- セスナ170B
- ダグラス DC-3
- デ・ハビランド DH.104 ダブ
  - 最初に導入した機体。
- デ・ハビランド DH.114 ヘロン
  - うち3機は設立間もない初代日本航空がローカル線用に発注したものだが、受領したときには特殊会社の2代目日本航空に移行しており、日本航空株式会社法の規定によりローカル線の運航ができなくなったため、乗員訓練に短期間使用された後、当時の日本ヘリコプター輸送に売却された。
- ボンバルディアDHC8-Q300型機
  - 完全退役時点でANAウイングスが運航。2014年3月31日を最後に退役。同時に同機が充当されていた羽田-三宅島線を廃止。
- パイパー PA-31 ナバホ（英語版）
- パイパー PA-42 シャイアン（英語版）
- ハンドレページ マラソン
- ビーチクラフト H18
- ビッカース バイカウント
- フォッカー F27 フレンドシップ型機
- 富士 FA-200-180
- 富士ベル204-B
- ベル47D-1、G-2、G3B-KH4
  - 1952年の当時の日本ヘリコプター輸送創業当時の機体。創業時の2機のうち1機は羽田空港内の総合トレーニングセンター「ANA Blue Base」に展示している[28]。
- ベル206B
- ボーイング727-100 / -200型機
  - 1964年 - 1990年4月。全日空初のジェット旅客機。
- ボーイング737-200型機
  - 1969年 - 1992年8月31日。日本近距離航空（のちのエアーニッポン）に移管。
- ボーイング737-500型機
  - 完全退役時点でANAウイングスが運航。2020年6月14日の福岡発羽田行きANA254便を最後に運航終了[29]。なお、JA301Kのみ訓練用機材(ANAテクニカルトレーニング)として羽田空港に保管中[30]。
- ボーイング737-700型機
  - 完全退役時点で同社とANAウイングスの共通事業機。2021年6月27日の岡山発羽田行きANA654便[31]を最後に運航終了[32]。
- ボーイング737-700ER型機
  - 2007年世界初同型機受領、「ANA BusinessJet（ANAビジネスジェット）」として燃料タンクを増設して航続距離を延長した機体。2機のみ就航。JA10AN: C24Y24（20） 計48（44）・JA13AN: Cのみ38
- ボーイング747-100SR / -200B型機
  - 2006年3月10日退役。世界初の500席仕様機。全日空最後の3人乗務機。

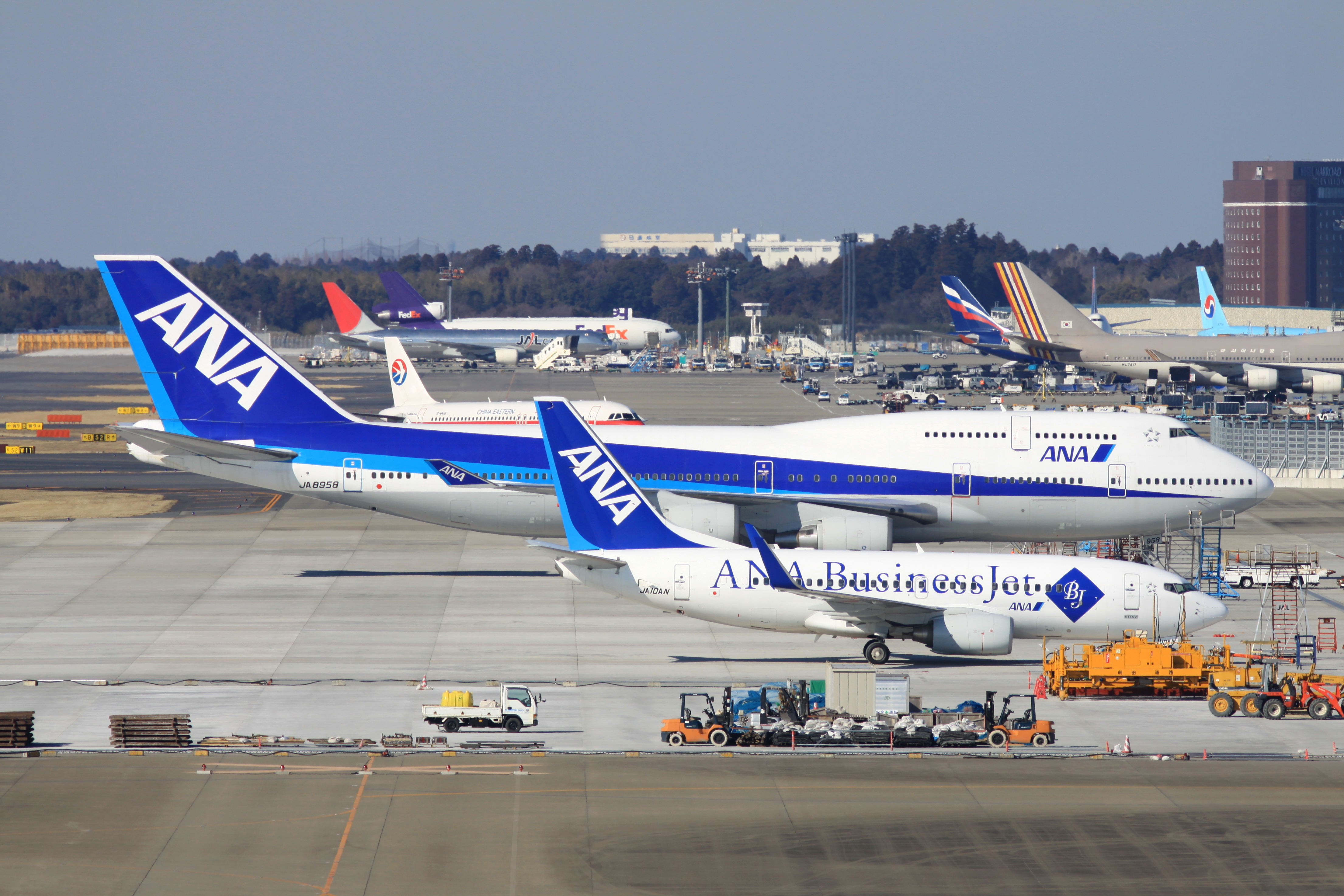
成田国際空港に並ぶ、全日空のボーイング737-700ER（手前）とボーイング747-400（奥）。いずれも退役済み。

- ボーイング747-400型機 - 2011年3月21日退役。
323席：F10C61PY24Y228・287席：F10C75PY20Y182
- ボーイング747-400D型機
  - 2014年3月31日退役[33][34]。565席：PY23Y542
- ボーイング767-200型機
  - 2004年3月退役。初のワイドボディ2人乗務機
- ボーイング767-300型機
  - 2020年8月退役。これによりANAフリートから非ER型のボーイング767-300が消滅した。
- 日本航空機製造（NAMC）YS-11型機
  - 1964年東京オリンピックの聖火を輸送し「オリンピア」の愛称で就航した。
- 三菱シコルスキー S-55C
- ロッキード L-1011 トライスター
  - 1974年 - 1995年11月30日。全日空初のワイドボディ旅客機および国際線運用機。全日空最後の三発エンジン旅客機。

### ギャラリー
- 郵便物の搬入をしているDH.104
- フォッカー F27 フレンドシップ
- ボーイング727-200
- ボーイング727-100
- YS-11
- ロッキードL-1011
- ボーイング747-400
- ボーイング747-400D
- ボーイング747-SR
- ボーイング747-200
- ボーイング767-300
- ボーイング767-200
- ボーイング737-700ER
- ボーイング737-700
- ボーイング737-500
- ボーイング737-200
- エアバスA321-100
- エアバスA320-200
- ボンバルディアDHC-8-300

## 訓練用機材
自社のパイロットを自社で養成するため訓練用の機体を導入している。なおアメリカ合衆国のIFTA (International Flight Training Academy)で利用する機体は、カラーリングは同社の運航機材と同じだが尾翼の白文字はANAではなくIFTAと表記されている。
また、2018年2月に退役したボーイング737-500（機体記号：JA301K）を、整備士養成のための訓練専用機材に転用している。これに先立ち、登録名義もANAHDから全日空に変更されている。塗装は胴体のANAロゴが「ANA TECHNICAL TRAINING」表記に改められている。
- IFTAのビーチクラフトA36（モハーヴェ空港）

## ボーイング787の導入

### 受領までの流れ
2004年（平成16年）4月26日に、ボーイング社が開発しているボーイング787（開発名称7E7）を50機発注し、同機のローンチカスタマーとなった。
2007年10月11日には、ボーイング787の開発スケジュールの遅れが発表され、初飛行は2008年第1四半期末、引渡しも当初の予定から6か月ほど遅れるとしたが、さらに2008年第4四半期へと初飛行の延期、引き渡しは2009年第3四半期への遅延が発表された。ANAでは2008年6月に国内線に投入、同年8月の北京オリンピック開催時には羽田 - 北京間のチャーター便に使用すると発表していたが、就航計画の変更を余儀なくされ、北京線のオリンピック開催に合わせた就航は不可能となった。その後もさらに開発遅延が重なり、結局2011年10月に営業運航開始となった。
ボーイング767-300/300ERの後継に位置づけられる機種だが、230席 - 250席規模で767より航続距離が長いので、2011年時点でボーイング767-300ERを投入しているアジアへ向けた路線だけでなく、ボーイング767-300ERでは航続距離が足りない欧米線を787で新たに開設したり、777-200ER/300ERと平行して運用することでダブルデイリー化を進める見込みがある。
このうちボーイング787-3は元々国内線向けであり、航続距離が5,000km以上あるため、国内線および短・中距離国際線の兼用になる公算が大きかったが、度重なる納入延期で開発も遅滞が続いていたが、航続距離でも活用用途が広い787-8型などに発注変更された。
また、2010年9月には発注済み787-8（55機）のうち15機を787-9に変更した。
ANAにはボーイング787型機引渡遅延の補填として、2010年頃から相次いでボーイング社から複数の767-300ER新造機（航続距離約11,000 km）が破格の条件で引き渡されたといわれていて、この減価償却の必要性が少ない機材を有効活用できる路線（高い需要を持ち、日系航空会社による就航を求める意見が多い中部 - 米国西海岸線や新千歳 - 欧州線）など、中型機なら黒字化が十分可能だといわれている地方の新規路線開拓も期待されていた。主に羽田・成田発着のアジア路線や欧州路線を中心に投入されている。

### 受領後
2011年10月26日に国際線の成田 - 香港線で、同年10月30日からの運航ダイヤにおいて11月1日から羽田 - 岡山、および羽田 - 広島の2路線において日本における国内線にそれぞれ初就航した。この国内外の3路線が、世界初の定期路線におけるボーイング787の運用となる。当面は国際線用のボーイング767-300ERにおいて使用されている、ビジネス・エコノミークラスの座席を流用したキャビンが使用され、ビジネスクラス部分をプレミアムクラスとして設定している。
さらに2012年1月21日からは長距離国際線仕様の機材が羽田 - フランクフルト線に就航した。2014年7月27日（日本時間 28日）に787-9を初受領し、同年8月7日から羽田 - 福岡・大阪/伊丹・松山の3路線に投入されている。
2015年には国内線用787-10型機を3機発注し、787全タイプ（787-8/9/10）を保有するアジア初の航空会社となる事が確定した。同年4月には初の国際線仕様787-9型機を受領し、本格的に中長距離国際路線の主力機材として活用される事となる。なお787導入と同時に777-300ERも追加発注しており、2019年に追加6機受領している。

### エンジントラブル
2016年8月25日、ANAはボーイング787型機で運用しているロールスロイス製トレント1000エンジンの中圧タービンブレードに大気中の汚染物質に起因する硫化腐食が表面に発生し、フライトを重ねるにつれて腐蝕点を起点とする疲労亀裂が進行、通常整備サイクルでは発見することができない短期間のうちに破断することがあることが公表された。
- メーカー対応

問題のエンジンメーカーであるロールスロイス社は2016年9月になってANA幹部社員と面会し、この問題でより緊密に協力していくことを確認したと発表し、不具合が起きた中圧タービンブレードの改良型を、2017年初頭から供給するとの声明を発表。2017年1月にも対策を施した改良型タービンブレードの供給を開始。ANAが当時保有していた全50機の787用エンジン100基については、3年後の2019年末までにすべて改良型に交換する計画で、改良型の供給が始まるまでは新品や飛行回数が少ない現行品に規定より早く交換することで、トラブル発生を防ぐとした。また、同様の問題は、ロイヤルブルネイ航空の787-8で2015年10月に発生以降、再度同社で同様の事象が発生し、原因調査の結果タービンブレードに亀裂が生じやすい不具合がある事が判明しているとした。ANAは一連のトラブルに関して補償請求も検討しているとも報道された。
- 運航影響

ANAは国内線で2017年8月26日に9便、27日に3便、28日に4便、31日に2便の計18便が欠航及び遅延が計画され、以降は余剰機材を投入するなど機材繰りで調整し、全便を運航するとしている。但し、ANAは2016年2月22日のタービンブレード破断トラブル後運用停止せず、8月20日の国内線での同様トラブルを受けた8月25日の機材繰り発表まで公表せず、ANA全運用機材およそ200機中4分の1に当たる50機以上、該当機材で交換対応済み機材と未対応機材の内訳が一般利用者への公表は無く、未対応機材は通常交換サイクル前の交換をするので安全として運航しているのを不安に感じる利用者も有り該当期間中該当便を避ける風評が発生やすい状況でのANAの対応に疑問を呈する報道もある。
2018年4月17日、米国連邦航空局（FAA）と欧州航空安全機関（EASA）は同エンジンを搭載した787-8, 9型機について長時間運航した際、エンジンの劣化が進む可能性があるとして、エンジンが1基停止しても洋上飛行が一定時間可能な「ETOPS（イートップス）」で許容する飛行時間を、最大140分（2時間20分）に制限する耐空性改善命令（AD）を発出、これを受け国土交通省航空局（JCAB）も耐空性改善通報（TCD）を発行。ANAによると一部便で使用機材を変更するものの、座席変更などで済む見通しとしたが、同様のエンジンを使用する他社の多くはこの時点で他機種のリースなどをして運用制限のある787は地上待機などの対応を行い部品交換を優先させたがANAは前述対応同様に運航継続、同年7月4日になり、6月12日にEASAが対象拡大し、6日 - 12日までの7日間に、国内線113便が欠航すると発表。4月から他社は対応していた交換部品の供給が逼迫していることで交換に時間がかかっていることも、欠航につながった要因だとした。
2018年7月17日、ロールス・ロイスの民間航空部門プレジデントがANAにおける一連の欠航や遅延について謝罪と内部の耐久性を高めたエンジン部品を年内に提供するとの声明を発表し、11月30日には2021年までに全世界で作業を終えられるとの見通しを示し、最大顧客ANAに対し東京オリンピックが開催される2020年までに終えられるように進めるとした。

## 特別塗装機

### マリンジャンボ
ANAが創設以来の乗客数累計5億人突破を記念し、1992年12月から2か月にわたり、一般からスペシャルマーキングを募集した所、最優秀作として当時小学生だった大垣友紀惠のクジラと海の生き物の仲間を機体一杯にユーモラスに描いた作品が選ばれた。新規に受領した機体ボーイング747-400D（登録番号：JA8963）機にそのラッピング航空機のペイントが施され、海の生き物をあしらったことからANAは｢マリンジャンボ｣と名づけ、1993年から約1年半の間、国内線定期便の運用に組み込み、日本全国の空港を交互に訪問する形態を取った。また、ボーイング767-300（登録記号：JA8579）に同種のペイントを施し、「マリンジャンボJr.」としてローカル空港への訪問を主目的とした運航が組まれていた。「マリンジャンボ」は全日本空輸の登録商標（日本第4284977号）である。
- 「マリンジャンボ」 747-400D JA8963
- 「マリンジャンボJr.」 767-300 JA8579

### スヌーピー号
北海道スキーツアー25周年を記念し、ボーイング747-400D（登録記号：JA8961）にスヌーピーを中心としたスキーやスノーボードをするピーナッツのキャラクター群のイラストや200個の雪玉のデザインを施し札幌線を中心に1996年11月から1997年12月まで運航。

### 導入記念塗装
- 1995年のボーイング777-200導入に際し、初号機 (登録番号：JA8197)・2号機 (JA8198)・3号機 (JA8199)の垂直尾翼に「777」と塗装し2001年まで運航。"777"がカタカナの「フフフ」に見えることから「笑う飛行機」の異名も存在した。
- 2005年のボーイング737-700導入に際し、同年に開港した中部国際空港を拠点とし運航していたことから名古屋城の金鯱をイメージして初号機 (登録番号：JA01AN)・2号機（JA02AN）を金色に塗装し「ゴールドジェット」として2013年まで運航。
- 2011年のボーイング787-8導入に際し、世界初の導入をPRすべく胴体前方に「787」ロゴ、後方に路線ネットワークとプロダクトサービスブランド「Inspiration of Japan」を表現する藍色を基調に白い曲線が交差し交差部にオレンジが差しこまれたデザインを初号機（登録番号：JA801A）・2号機（JA802A）に塗装し2017年まで運航。この他にも、モヒカンブルー塗装で機体前方に「787」と書かれた機体が過去に存在していた。

- ボーイング777導入記念塗装 777-200 JA8199
- ボーイング787-8導入記念塗装 787-8 JA801A
- ボーイング787-8導入記念塗装 787-8 JA816A
- 「ゴールドジェット」 737-700 JA02AN

### 創立45周年記念
1997年の創立45周年を記念し、翌年導入の新型機であるエアバスA321に「日本の風景」をテーマとして「A321」の機体ロゴとともに客席窓をフィルム送り穴に見立て機首から機尾に向けて北から南の順番で左右側面に11枚ずつ計22枚の全日空就航地周辺の名所の風景写真、ボーイング777-300に「風」をテーマに躍動感と世界最長の機体長を際立たせるデザインとして白地に「777-300」の濃紺の機体ロゴとトリトンブルー2色の波線模様をあしらった。日本の風景塗装は1999年、風塗装は2002年まで運航。
- エアバスA321「日本の風景」JA101A
- 創立45周年「風」 777-300 JA751A

### ポケモンジェット
「ポケモンジャンボ」とも呼ばれ、ポケットモンスターのキャラクターがペイントされたボーイング747-400・ボーイング777-300・ボーイング767-300が、東京・大阪・札幌・福岡・那覇など国内幹線を中心に運航していた。また、747-481のJA8962が「ANAポケモンジェットインターナショナル」として、ポケモンジェット唯一の国際線用として東京（成田） - ニューヨーク間に就航していた。その他、「ANAポケモンジェット1999」「ピカチュウジャンボ」「お花ジャンボ」「ピース★ジェット」などの種類があった。2016年4月15日に「ピース★ジェット」が運航を終了（通常塗装に変更）し、ポケモンジェットは一度消滅したが、その後株式会社ポケモンの観光振興キャンペーン「そらとぶピカチュウプロジェクト」に協賛する形で2023年6月4日より東京羽田発着の国際線にボーイング787-9による「ピカチュウジェットNH」が就航したほか、2023年8月31日よりボーイング777-300ERによる「イーブイジェットNH」が東京羽田発着の長距離国際線に就航している。

### FLY！パンダ
2007年、ANAの中国路線就航20周年を記念して登場。ボーイング767-300ER1機 (登録番号: JA606A)を白黒のパンダを模した塗装にし、成田発北京行で就航を開始。2014年まで国際線機材として運用された。

### モヒカンジェット
イタリアの芸術家レオナルド・ダ・ヴィンチが描いたヘリコプターがデザインされ、1969年5月のボーイング737-200型機ANA受領初号機（登録番号：JA8401）以降、B737やB727、ロッキードL-1011トライスターなどが身にまとい1989年3月まで使用していた旧塗装「モヒカンルック」を、社員の発案によって2009年に国内線仕様のボーイング767-300のJA602Aに塗装し、「モヒカンジェット」として復刻した。創立記念日である2009年12月1日に、羽田－宮崎線・鹿児島線を中心に運航し、その後は全国各地の空港に就航した。2014年8月11日の岩国発羽田行きのNH638便をもって「モヒカンジェット」としての運航を終了し、台北にある整備工場で通常塗装に戻された。その後AIRDOへ移管され特別塗装機「ベア・ドゥ北海道JET」として運用されていたが、2021年12月に退役した。

### ゆめジェット〜You & Me〜
創立60周年を記念した特別塗装機。2012年に機体デザインを公募し、ボーイング767-300（登録番号: JA8674）に世界36カ国・7,042作品の中から選ばれた日本や世界の子供達が国境を越えて笑顔で繋がるイメージのイラストを施し、2013年2月から2015年3月まで運航。
- 「FLY！パンダ」 767-300ER JA606A
- 復刻塗装「モヒカンジェット」 767-300 JA602A
- 創立60周年記念「ゆめジェット～You & Me～」 767-300 JA8674

### ANA 『STAR WARS プロジェクト』
映画『スター・ウォーズ』シリーズとのコラボレーション・プロジェクト「ANA STAR WARS PROJECT」の実施に伴い、スター・ウォーズ シリーズに登場するキャラクターをデザインした現在2機の特別塗装機を就航させている。過去には、STAR WARS ANA JET（ボーイング （B）767-300ER 登録番号：JA604A）、BB-8 ANA JET（B777-300ER 登録番号：JA789A）も就航されていた。
- R2-D2 ANA JET（B787-9 登録番号：JA873A）
- C-3PO ANA JET（B777-200ER 登録番号：JA743A）

- 「R2-D2 ANA JET」 787-9 JA873A
- 「STAR WARS ANA JET」 767-300 JA604A
- 「BB-8 ANA JET」 777-300 JA789A
- 「C-3PO ANA JET」 777-200 JA743A

### 東北FLOWER JET
2011年に発生した東日本大震災の支援に向けた新しい取り組みとして、福島空港の社員による提案で、東北の人たちの協力を得て、東北に咲く「強く・美しく・まっすぐな」花々をボーイング737-800（登録番号：JA85AN）1機にあしらい、2016年5月14日から2021年4月20日までの5年間就航された。
ANA 東北FLOWER JETに描かれる花の生息地、栽培地

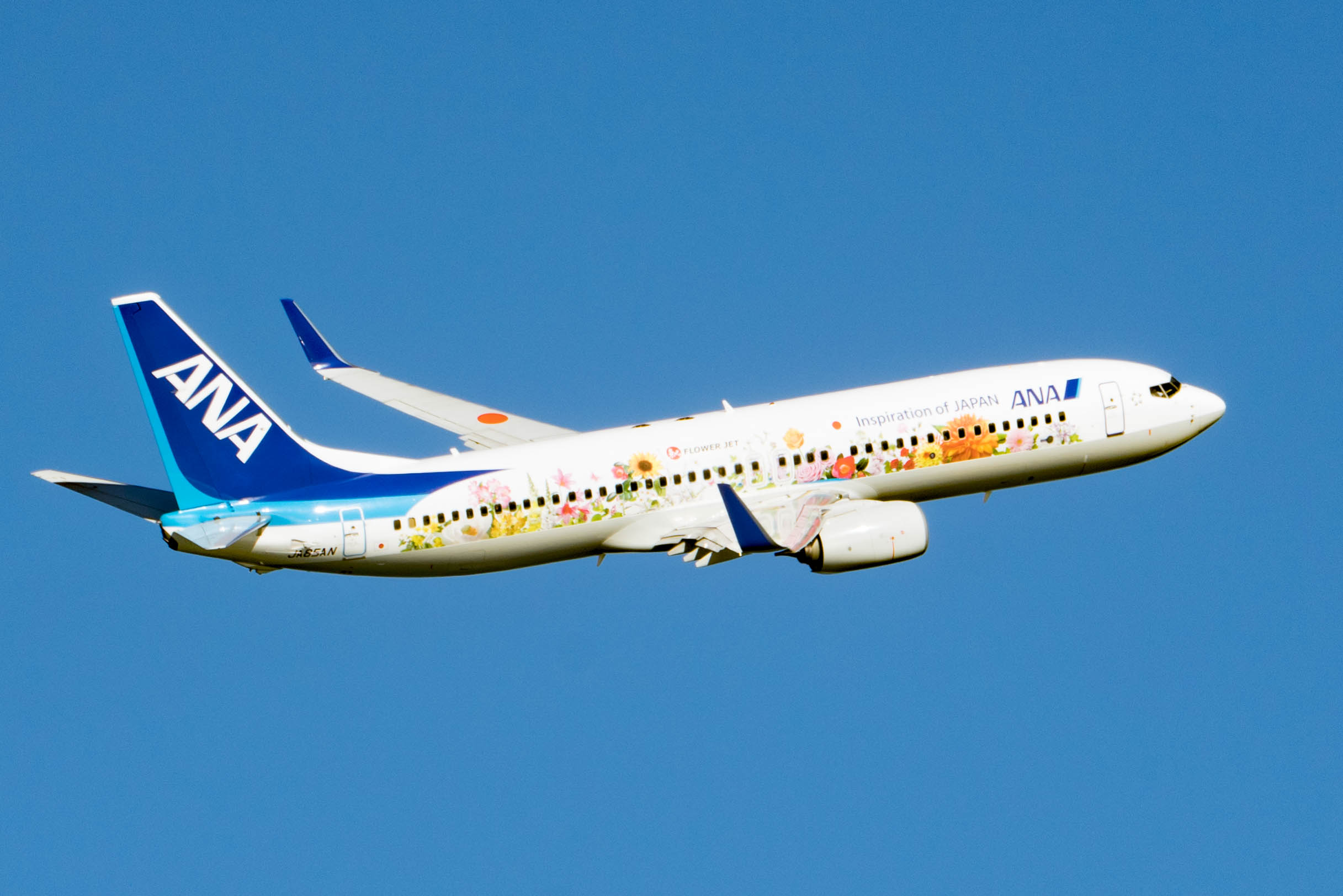
「東北FLOWER JET」 737-800 JA85AN

- 福島: リュウキンカ・ハス・オトメユリ・ヤマハギ・ヒマワリ・ノコンギク・ユキヤナギ・サギソウ・ダリア・ハナカツミ
- 宮城: キンギョソウ・カーネーション・ガーベラ
- 山形: ルストロメリア
- 岩手: ヤブツバキ
- 秋田: ストック
- 青森: バラ

### HELLO 2020 JET
2020年に開催される東京オリンピック・パラリンピックに向け、一般公募作品から選考したオリンピックシンボルの5色の配色や各競技種目のシルエット、富士山・東京スカイツリー・東京タワーといった名所のイメージなどを描いたデザインをボーイング777-200ER1機（登録番号：JA741A）に塗装し、2018年1月から就航した。

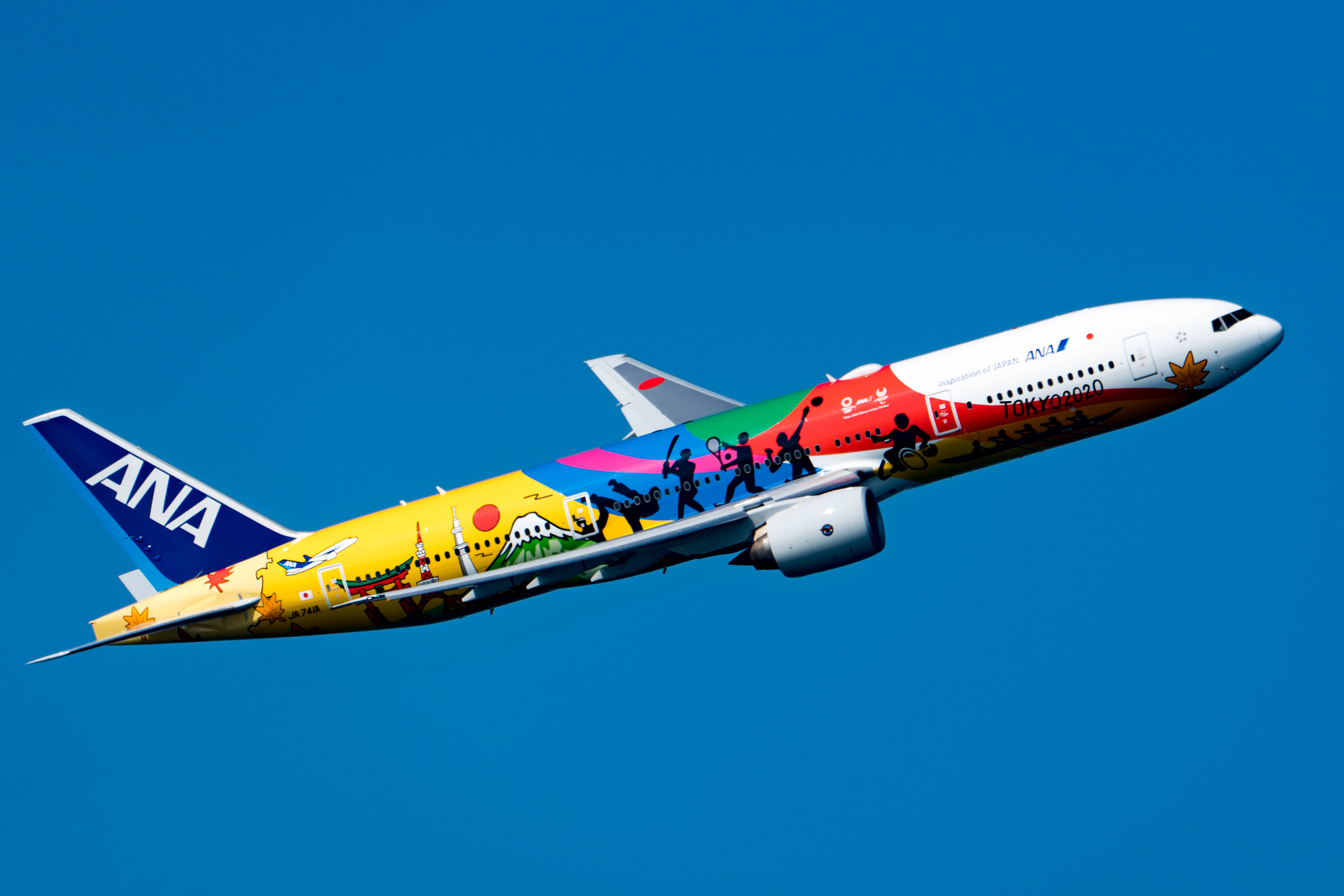
「HELLO 2020 JET」 777-200 JA741A

### FLYING HONU
2019年5月からホノルル路線限定に投入されたエアバスA380については、投入された3機が全て特別塗装とされた。2016年10月7日から11月30日までの応募期間中に合計で2,197作品の応募が集まり、選考の結果、東京の増岡千啓による「ハワイの青い海でゆったりとくつろぐホヌ（ウミガメ）の親子」を描いたデザインが大賞として採用され、「FLYING HONU」（フライング・ホヌ、ハワイ語で「空飛ぶウミガメ」という意味）の愛称が付けられた。デザインのコンセプトは「（ハワイが）竜宮城のようなところ」で、浦島太郎からウミガメを連想してモチーフにすることとしたのこと。実際の機体には、原案を元にハワイの自然をイメージした各機で異なるイメージカラーをあしらっている。
- 登録番号 JA381A：ANAブルー（ハワイの空、デザイン原案色）2019年3月20日受領[76]。
- 登録番号 JA382A：エメラルドグリーン（ハワイの海）2019年6月18日受領[77]。
- 登録番号 JA383A：サンセットオレンジ（ハワイの夕日）2020年10月30日エアバス発表で引渡済み、2021年10月16日来日[78]、
減価償却削減のため当面営業運用から外され[79]、2023年10月20日から就航[80]。

本来はホノルル線限定運用であったが、COVID-19に伴う日米相互の防疫措置と航空需要減退により、当面の間定期運航休止していた。その間、整備飛行を兼ねた国内遊覧チャーター飛行により従来90日間隔の整備飛行を回避していたが3機目導入以降エアバス指定の追加整備実施により120日間隔へ延長している。2022年7月1日より同線にて同機の運航を再開した。
パイロットは当初、ANAの同じ操縦系統のエアバスA320シリーズ有資格者などが規定日数のライセンス機種移行訓練し乗務していたが、21年10月以降、国交省航空局認証を受け、世界初A320とA380の機種移行訓練が必要ない混乗制度「MFF」（Mixed Fleet Flying）を開始している。

整備に関して、車における車検にあたる重整備（Cチェック）を中国・アモイに回航しHAECO Xiamenで行っている。
- 「FLYING HONU」1号機 A380-841 JA381A
- 「FLYING HONU」2号機 A380-841 JA382A
- 「FLYING HONU」3号機 A380-841 JA383A

### 鬼滅の刃じぇっと
2021年から2024年5月31日まで、テレビアニメ『鬼滅の刃』とタイアップした。すべての国内線機内で竈門炭治郎と竈門禰豆子のシルエットが描かれた限定デザインの紙コップ（普通席）、子ども向け限定コラボのメンコなどを提供。また、国内線・国際線の機内エンターテイメントには、座席モニターを用いてビデオプログラムでの鬼滅の刃テレビアニメ版やオーディオプログラムでのオリジナルサウンドトラック・「オーケストラコンサート～鬼滅の奏～」などが配信されていた。これに合わせ、2機のボーイング767-300ERと1機の777-200に鬼滅の刃に登場するキャラクターのデカールを施し就航させていた。3機とも左右のデザインが異なる。また、2023年からは整備士のアイデアにより地方空港向けに小型デカールを配したプロペラ機「鬼滅の刃 ぷろっぷ」も展開されていた。
- 鬼滅の刃じぇっと -壱- (B767-300ER 登録番号: JA616A)：左側に主人公の竈門炭治郎と妹の禰豆子、我妻善逸、嘴平伊之助が鬼と戦う様子、右側に炭治郎が水の呼吸 壱ノ型「水面斬り(みなもぎり)」を繰り出す様子が描かれていた[89][90]。2023年10月21日の岡山発羽田行きのNH660便をもって運航を終了。厦門にある整備工場でデカールを剥がし、通常塗装で運用復帰[91]。
- 鬼滅の刃じぇっと -弐- (B767-300ER 登録番号: JA608A)：鬼殺隊で最も位の高い9名の剣士「9人の柱」が描かれていた。順番は左右とも左から、岩柱「悲鳴嶼行冥」、霞柱「時透無一郎」、恋柱「甘露寺蜜璃」、炎柱「煉獄杏寿郎」、水柱「冨岡義勇」、蟲柱「胡蝶しのぶ」、音柱「宇髄天元」、風柱「不死川実弥」、蛇柱「伊黒小芭内」[92]。2024年3月25日の鹿児島発羽田行きのNH630便をもって運航を終了[93]。
- 鬼滅の刃じぇっと -参- (B777-200 登録番号: JA745A) : 炭治郎、煉獄、天元が描かれたufotable描き下ろしの機体デザイン。ヘッドレストカバーが既存の2機と異なり、こちらもufotable描き下ろしのものを使用していた[94]。2024年4月8日の羽田発那覇行きのNH479便をもって運航を終了[95]。
- 鬼滅の刃ぷろっぷ（DHC-8-Q400 登録番号： JA846A・JA844A・JA850A）：機首の左側に副操縦士姿の竈門炭治郎、右側にCA姿の竈門禰豆子のイラストを描いたデカールをあしらう[88]。2024年5月24日の松山発伊丹行きのNH1650便をもって運航を終了[96]。

- 鬼滅の刃じぇっと―弐― 767-300ER JA608A
- 鬼滅の刃じぇっと―参― 777-200ER JA745A

### ANA Green Jet・ANA Future Promise Prop
2022年10月3日、従来の塗装色であるブルーではなく名前の通り緑色で塗装されたANA Green Jetが公開された。持続可能な社会を目指して制定されたスローガン『ANA Future Promise』によるもので、機体の緑色はサステナビリティを表現したものである。機体の側面にニコンが製造した鮫肌(リブレット)加工のフィルムを試験装着し、摩擦を減らすことによるCO2排出量の削減を目的としている。機内サービスではFSC認証を受けた紙を使用したコップやストローに加え、従来プラスチックの容器で提供されていた国際線ビジネスクラスのデザートカップを陶器製の食器に変更するなど、プラスチックの使用を控えたものになっている。客室乗務員が着用するエプロンも機体デザイン同様の「水と緑」をモチーフとしたものを着用し、植物由来の塗料を使用したグッズの機内販売も実施する。なお、緑の尾翼はANAウイングスが2010年から18年まで運航していたボンバルディアDHC8-Q400型機「エコボン」以来約4年ぶりの復活となる。
- ANA Green Jet 1号機（B787-9 登録番号:JA871A）：国際線機材として2022年10月5日、東京/羽田 - サンフランシスコの108便から就航[99]。

- ANA Green Jet 2号機（B787-8 登録番号:JA874A）：近中距離国際線および国内線機材として運航。

- ANA Future Promise Prop（DHC-8-Q400 登録番号:JA461A）：2023年10月23日、伊丹発青森行きのNH1853便から就航。事実上約5年ぶりの「エコボン」復活となった[100]。

- 「ANA Green Jet」 787-8 JA874A
- 「ANA Green Jet」(国際線機材) 787-9 JA871A
- 「ANA Future Promise Prop」 DHC-8-Q400 JA461A

### EXPO2025 ANA JET
2025年に開催される大阪・関西万博に向け、白地に万博をイメージした赤、青、グレーと、ANAのコーポレートカラーであるモヒカンブルーとトリトンブルーを流線型に融合させたデザインを1機のボーイング737-800（登録番号：JA58AN）に塗装し、2024年12月初旬から国内線全線にて就航。機体前方には「EXPO2025」のロゴが配置される。